# Morgan Neville
Morgan Neville (Los Angeles, 10 de outubro de 1967) é um produtor cinematográfico, cineasta e escritor americano. Como reconhecimento, foi nomeado ao Oscar 2014 na categoria de Melhor Documentário em Longa-metragem por 20 Feet from Stardom.